# Betyla thegalea
Betyla thegalea är en stekelart som beskrevs av Naumann 1988. Betyla thegalea ingår i släktet Betyla och familjen hyllhornsteklar. Inga underarter finns listade.